# لوئیس گوست جونیور
لوئیس گوست، جونیور (انگلیسی: Louis Gossett, Jr.؛ زادهٔ ۲۷ مهٔ ۱۹۳۶ – درگذشتهٔ ۲۹ مارس ۲۰۲۴) یک بازیگر اهل ایالات متحده آمریکا بود. وی از سال ۱۹۵۳ میلادی تا ۲۰۲۴ میلادی مشغول فعالیت بود.
لوئیس گوست جونیور در ۲۹ مارس ۲۰۲۴، در سن ۸۷ سالگی درگذشت.
از فیلم‌ها یا برنامه‌های تلویزیونی که وی در آن نقش داشته است می‌توان به عقاب آهنی، مجازاتگر، دیگزتاون، مردی خوب در آفریقا و دلگو اشاره کرد.
وی همچنین برنده جوایزی همچون جایزه اسکار بهترین بازیگر نقش مکمل مرد شده است.

## بیماری و مرگ
گوست در طول دهه ۱۹۹۰ و اوایل دهه ۲۰۰۰ با یک بیماری تضعیف کننده دست و پنجه نرم می‌کرد به گونه‌ای که پزشک پیش‌بینی فقط شش ماه زنده ماندن به او داد. در سال ۲۰۰۱، گوست متوجه شد که علت بیماری‌اش به دلیل کپک‌های سمی در خانه‌اش در ملیبو است. در ۹ فوریه ۲۰۱۰، گوست اعلام کرد که به سرطان پروستات مبتلا شده است. وی افزود: او گرفتار مراحل اولیه این بیماری شده است و انتظار دارد که بهبودی کامل پیدا کند. در اواخر دسامبر ۲۰۲۰، گوست به دلیل کووید ۱۹ در بیمارستانی در جورجیا بستری شد.
گوست در یک مرکز توانبخشی در سانتا مونیکا، کالیفرنیا، در ۲۹ مارس ۲۰۲۴ در سن ۸۷ سالگی درگذشت. هیچ دلیلی برای مرگ او ذکر نشده است.